# Olaf Sleijpen
Olaf Caspar Hendrik Marie (Olaf) Sleijpen (Wijlre, 10 augustus 1970) is een Nederlands econoom. Op 1 juli 2025 werd hij president van De Nederlandsche Bank (DNB).

## Biografie

### Jeugd en opleiding
Sleijpen werd geboren en getogen in de buurtschap Schoonbron, een deel van Schoonbron hoorde tot 1982 bij de gemeente Wijlre. Hij groeide op in een katholiek gezin met een vader, moeder en zus. Zijn vader was werkzaam voor het Centraal Bureau voor de Statistiek (CBS) in Heerlen; op het laatst als hoofd personeelszaken. Zijn moeder was huisvrouw en actief in de gemeentepolitiek voor het Christen-Democratisch Appèl (CDA); eerst in Wijlre en later in Valkenburg aan de Geul.
Sleijpen behaalde in 1988 cum laude zijn diploma gymnasium β aan het Bernardinuscollege in Heerlen. In 1992 studeerde hij cum laude af in de economie aan de Rijksuniversiteit Limburg. In 1999 promoveerde hij aan de Rijksuniversiteit Groningen in de economie op het proefschrift Does European Monetary Union require a fiscal union? Some evidence from the United States; promotor was Lex Hoogduin.

### Loopbaan
Sleijpen was van 1990 tot 1992 onderzoeksassistent bij het European Institute of Public Administration (EIPA). Van 1993 tot 2001 was hij werkzaam bij de DNB; van 1993 tot 1994 was hij daar econoom op de afdeling Internationale zaken, van 1994 tot 1997 (senior) econoom op de afdeling Monetair en economisch beleid en van 1997 tot 2001 (plaatsvervangend) afdelingshoofd Externe betrekkingen en voorlichting. Vanaf 2000 was hij er ook interim afdelingshoofd van de Secretarie.
Van 2001 tot 2004 was Sleijpen coördinator van de directieadviseurs en adviseur van de president bij de Europese Centrale Bank (ECB). Tot 2002 was hij er ook adviseur van de vice-president. Van 2004 tot 2008 was hij werkzaam bij de Stichting Pensioenfonds ABP; in 2004 was hij er waarnemend hoofd Allocatie, ABP Investments en lid van het Allocation Committee. Van 2004 tot 2008 was hij er directeur Algemeen Financieel Beleid. Van 2008 tot 2010 was hij werkzaam bij de Algemene Pensioen Groep NV (APG). In 2008 was hij daar directeur Corporate Strategy & Policy en ad interim secretaris van de raad van bestuur. Van 2008 tot 2010 was hij er directeur Institutional Clients en lid van de directieraad van Cordares.
In 2011 keerde Sleijpen terug bij de DNB en werd hij er divisiedirecteur Toezicht Pensioenfondsen, waar tot 2014 ook toezicht werd gehouden op beleggingsondernemingen. Daarna was hij er van 2015 tot 2018 divisiedirecteur Toezicht Beleid en van 2018 tot 2018 divisiedirecteur Toezicht Verzekeraars. Op 1 februari 2020 trad hij toe tot de directie van de DNB waar hij als directeur Monetaire zaken verantwoordelijk werd voor economisch beleid & onderzoek, financiële stabiliteit, financiële markten, betalingsverkeer & marktinfrastructuur en statistiek. Met ingang van 1 juli 2025 heeft de ministerraad ingestemd met de benoeming van Sleijpen tot president van de DNB, voor een periode van zeven jaar.

### Nevenfuncties
Naast zijn aan het ambt gerelateerde nevenfuncties werd Sleijpen in 2007 parttime hoogleraar Europan Economic Policy aan de School of Business and Economics (SBE) van de Universiteit Maastricht, lid curatorium van de Peter Elverding Chair on Sustainable Business Regulation and Corporate Culture van diezelfde universiteit, en in 2014 voorzitter van de raad van toezicht van de Stichting Het Blauwe Fonds.

### Privéleven
Sleijpen is gehuwd. Als homoseksueel zet hij zich in voor de LHBTI-gemeenschap. Van huis uit katholiek werd hij op latere leeftijd lid van de Doopsgezinde Gemeente Amsterdam. Hij is lid van de Volkspartij voor Vrijheid en Democratie (VVD). Voor deze partij stond hij ooit op de kandidatenlijst voor de gemeenteraadsverkiezingen in de gemeente Amsterdam. Ook was hij lid van een aantal partijcommissies.

### Onderscheidingen
- Young Captain Award 2008, prijs voor jonge leidinggevenden in het bedrijfsleven.[1][9]

### Publicaties
- Auteur en co-auteur van verscheidene publicaties over Europese integratie  (monetair en economisch), pensioenvraagstukken en het toezicht op financiële instellingen.[1]

- Bibsys: 3061224
- CiNii: DA17068745
- Gemeinsame Normdatei: 171362977
- International Standard Name Identifier: 0000 0001 1490 3639
- Library of Congress Control Number: nb2003069878
- Nationale Bibliotheek van Israël: 987007369443505171
- Nederlandse Thesaurus van Auteursnamen: 149743858
- ORCID: 0000-0002-3146-134X
- Système universitaire de documentation: 07299035X
- Virtual International Authority File: 38887140